# 48-я пехотная дивизия (вермахт)
48-я пехотная дивизия — тактическое соединение сухопутных войск нацистской Германии в период Второй мировой войны.

## Формирование и боевой путь
Сформирована осенью 1943 года на базе 171-й резервной дивизии, с января 1944 года — на Западе.
В октябре 1944 года переформирована в 48-ю пехотную дивизию.
В декабре 1944 года разгромлена и вновь восстановлена в качестве 48-й народной пехотной дивизии (48. Volksgrenadier-Division).
19 января 1945 года переименована в 48-ю пехотную дивизию.
В апреле 1945 года находилась на формировании в Деллерсхейме (Верхняя Австрия).

## Командующие
171-я резервная дивизия
- генерал-лейтенант Фридрих Фюрст (20 сентября 1942 — ?)

48-я пехотная дивизия
- генерал-лейтенант Карл Каспер (1 февраля 1944 — 1 октября 1944)
- генерал-майор Герхард Кеглер (1 октября 1944 — октябрь 1944)
- полковник Арнольд Шольц (октябрь 1944 — ноябрь 1944)
- генерал-лейтенант Карл Каспер (ноябрь 1944 — 8 мая 1945)